# Kirchenruine Käcklitz

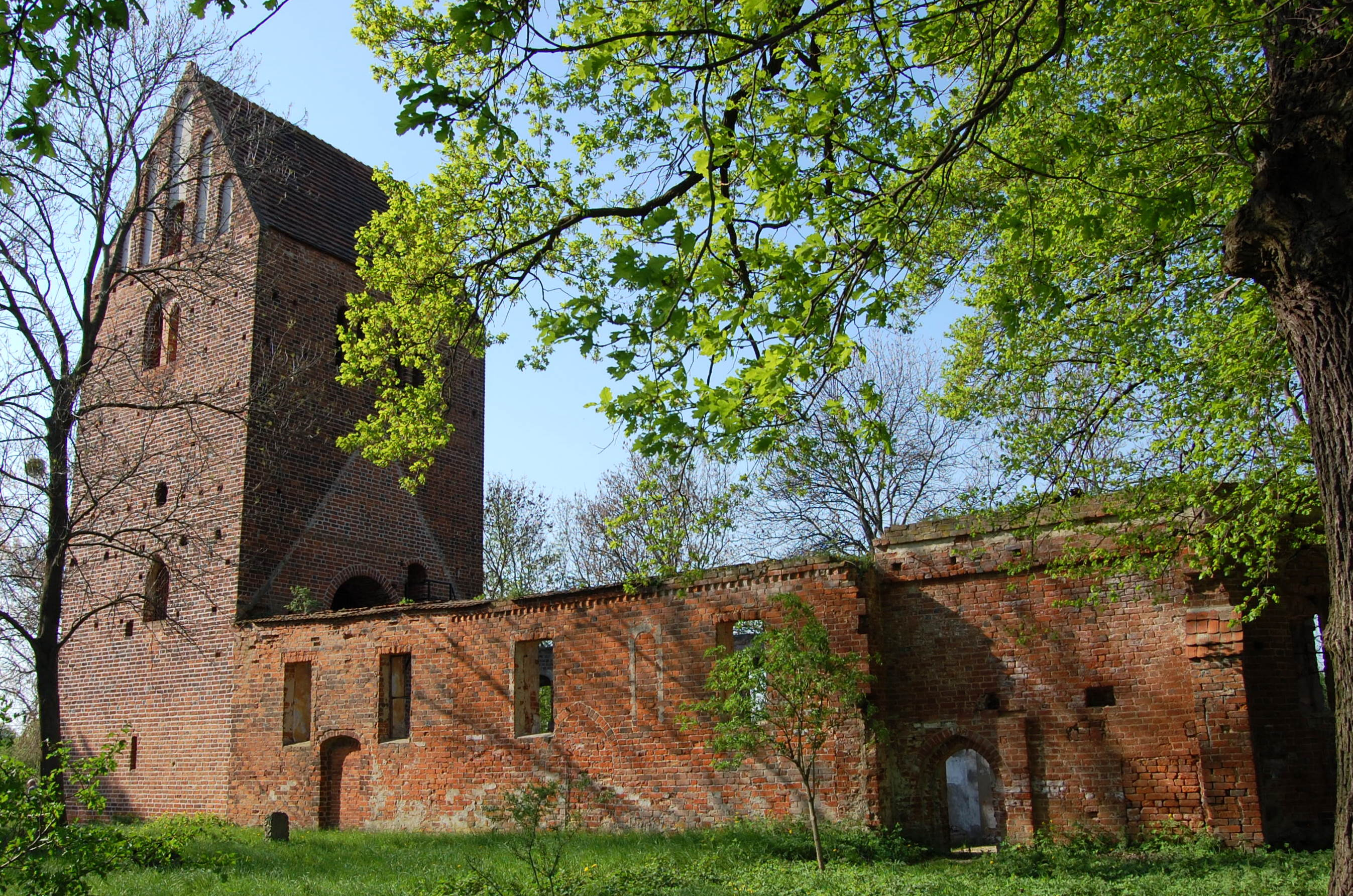
Kirchenruine Käcklitz

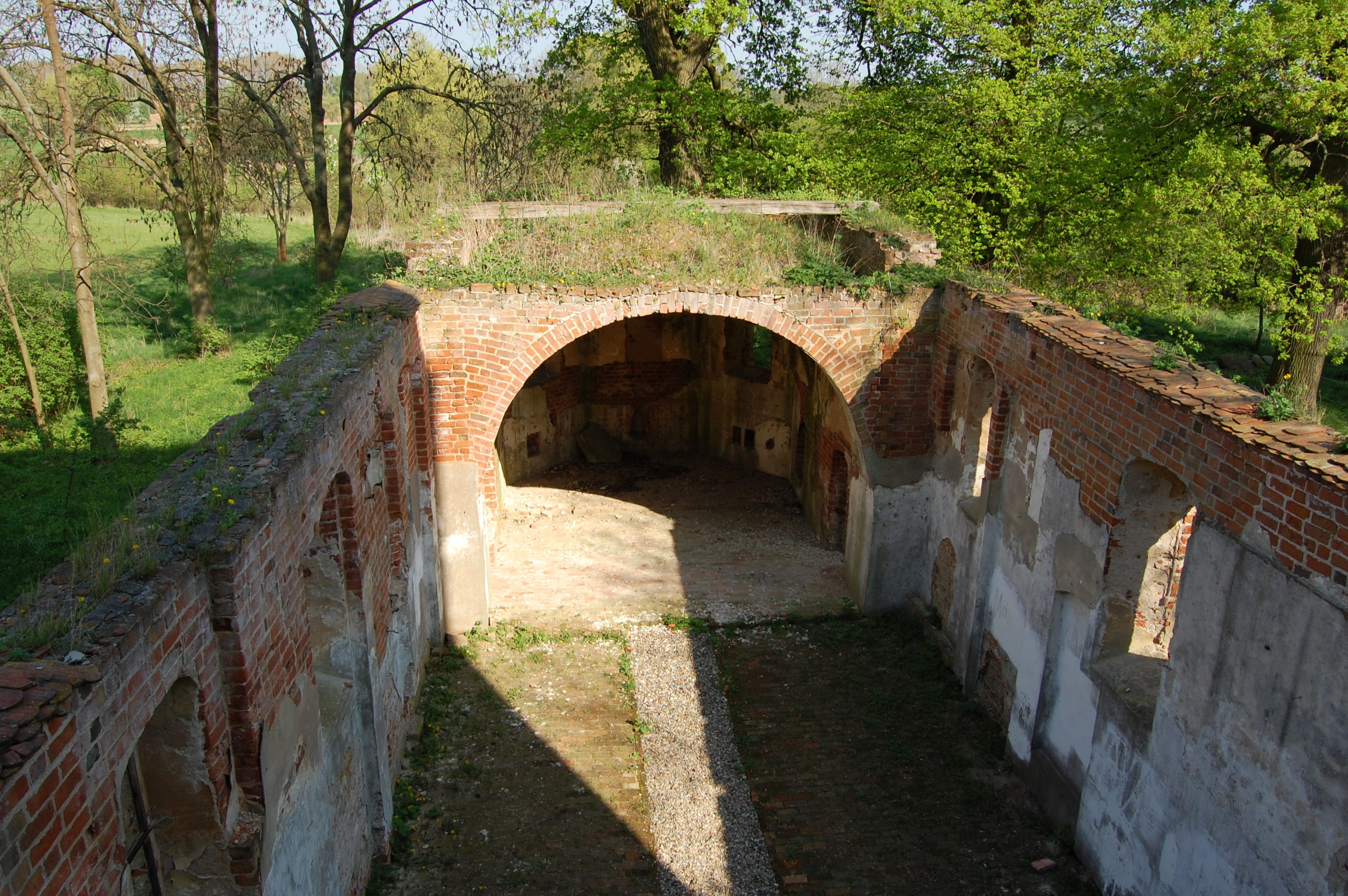
Reste des Kirchenschiffs

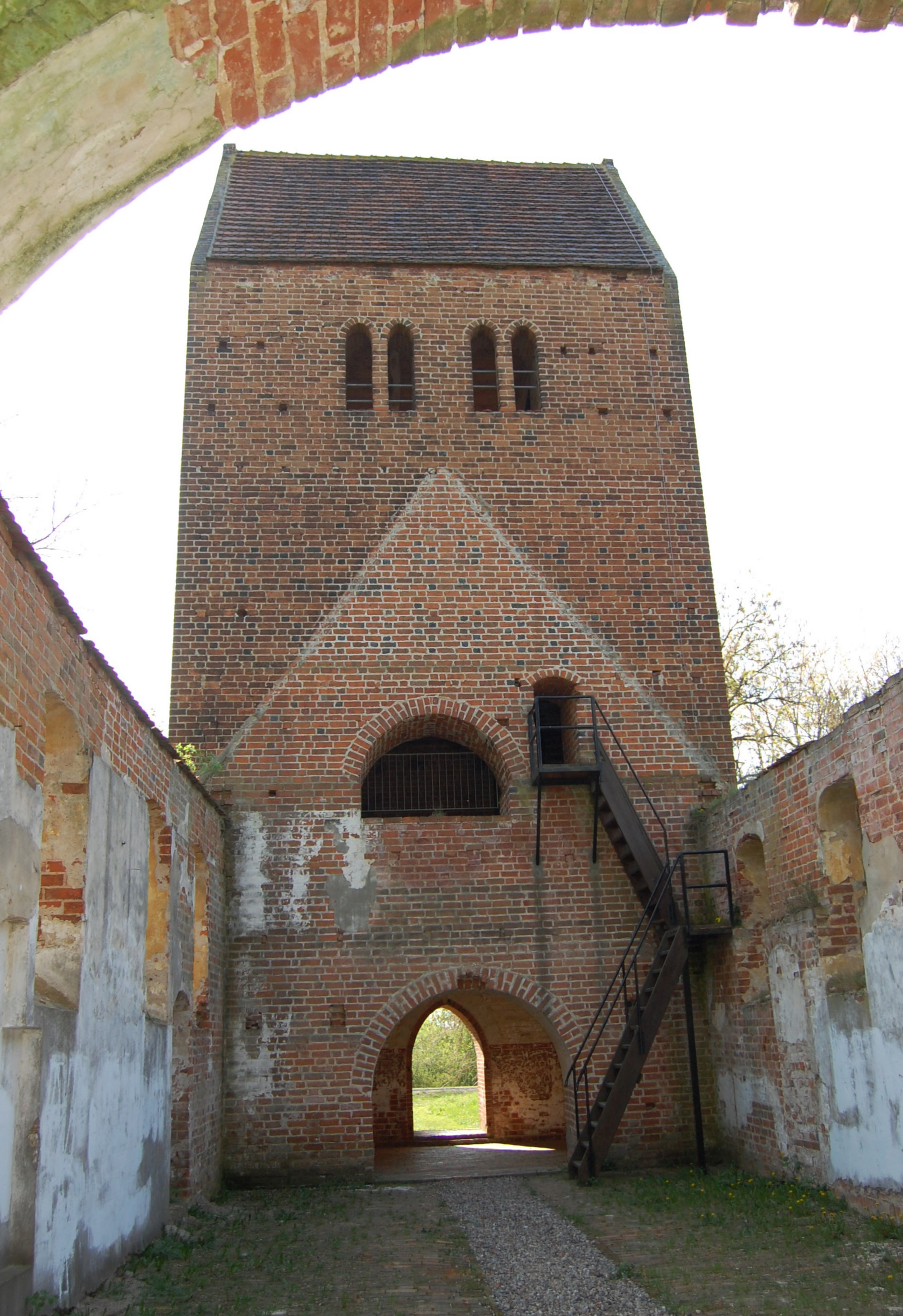
Blick vom Schiff zum Turm

Die Kirchenruine Käcklitz ist die Ruine der Dorfkirche des zur Wüstung gewordenen Dorfes Käcklitz in Hohenberg-Krusemark in der Altmark in Sachsen-Anhalt. Neben dem Turm, der als Aussichtsturm zugänglich ist, sind auch die Außenmauern des Kirchenschiffs erhalten.

## Geschichte
Sie entstand aus Backstein im Stil der Frühgotik. Älteste Teile der Kirche sind die unteren beiden Turmgeschosse sowie der westliche Teil des Kirchenschiffs. Vermutlich Ende des 15. Jahrhunderts entstand der obere Teil des Turms und erfolgte auch ein Umbau des Chors und die Einfügung von Gewölben.
1489 bestand für die Kirche noch eine eigene Pfarrei. 1551 wurde das Gehalt für die Betreuung der Gemeinde jedoch bereits dem Polkritzer Pfarrer gezahlt. Im Jahr 1581 wurde der Käcklitzer Pfarrhof als wüst bezeichnet, es lebten nur noch wenige Menschen im Ort. Lange Zeit hatte die Familie von Pieverling das Patronat über die Kirche inne. 1713 bestand das Patronat je zur Hälfte bei den Pieverlings auf Rosenhof und der Familie Büttner auf Büttnershof. Seit 1807 wurden die Kirchenbücher von Käcklitz in Polkritz geführt, die älteren Bücher sind verloren.
Ende des 19. Jahrhunderts wurde das Innere der Kirche erneuert. In den Jahren 1950 bis 1953 wurde das Kircheninnere neu geweißt und von der Katechetin Zimmermann mit Bibelsprüchen versehen. Die Kirche Käcklitz war weiterhin Filialkirche von Polkritz, deren Pfarrer Wiedecke die Amtsgeschäfte wahrnahm.
Im Zuge der LPG-Bildung wurden im Dorf Käcklitz Wohngebäude und Ställe aufgegeben. 1962 fand in der Kirche die letzte Konfirmation und 1968 der letzte Gottesdienst statt. Ihr Dach muss die Kirche in den 1970er Jahren verloren haben. Das Pfarramt befand sich in dieser Zeit in Iden, jetzt gehört die Kirchenruine zum Bereich der Pfarrei Königsmark. In den ungenutzten Gebäuden des Orts und auch in der Kirche biwakierten regelmäßig Soldaten der Sowjetischen Armee, die in dieser Region Manöver durchführte. Die Gebäudesubstanz wurde hierdurch weiter beeinträchtigt.
Der Kirchturm wurde später saniert und ist als Aussichtsturm zugänglich. Auch Teile des die Kirche umgebenden Friedhofs von Käcklitz sind erhalten.

## Ehemalige Ausstattung
Ursprünglich befanden sich im Turmuntergeschoss zwei Figurengrabsteine. Die aus dem 17. Jahrhundert stammenden Steine zeigten Darstellungen von Georg und Gabriel von Pieverling als Ritter im Harnisch. Diverse weitere Grabsteine der Familie befanden sich in der Kirche, darunter an der Nordwand des Chors einer für den Deichhauptmann Abraham von Pieverling. Heute sind sie in der Dorfkirche Hindenburg untergebracht. Die beiden Kirchenglocken der Kirche wurde 1760 vom Magdeburger Glockengießer Christian Gotthold Ziegener gegossen. Die Stiftung der Glocken erfolgte durch Hans Christoph von Pieverling und Eleonora Henriette von Görne.